# 普切塔
普切塔（義大利語：Bruschetta）是一道源自意大利的前菜，普切塔實際上就是一塊經過炙烤過的面包，上面再撒上大蒜、橄欖油以及盐。有時還會放上番茄、蔬菜、豆类、腌肉或奶酪。